# Delong, Chongqing
Delong (kinesiska: 德隆) är en köping i sydvästra Kina. Den ligger i stadsdistriktet Nanchuan, i storstadsområdet Chongqing, omkring 98 kilometer sydost om det centrala stadsdistriktet Yuzhong. Antalet invånare är 5 279. Befolkningen består av 2 581 kvinnor och 2 698 män. Barn under 15 år utgör 22,0 %, vuxna 15-64 år 63 %, och äldre över 65 år 14,0 %.